# Quell'estate di sangue e di luna
Quell'estate di sangue e di Luna è un romanzo scritto da Eraldo Baldini ed Alessandro Fabbri.
Il libro, edito in Italia dalla Einaudi nel 2008, è entrato far parte del progetto Xanadu nel 2009.
Il romanzo si è dimostrato un buon successo commerciale in Italia, dove è rimasto per diverse settimane nella top ten dei libri più venduti.

## Trama
Il romanzo si apre nel 1999, nel paese fittizio di Lancimago. Il protagonista, il quarantenne Enrico Medri, dopo aver sacrificato un gallo in un campo di grano appena mietuto, racconta al figlio Andrea, portato in visita al paese, la storia di alcuni eventi misteriosi accaduti trent'anni prima, tra il 16 e il 24 luglio 1969.
All'epoca Enrico era un bambino che viveva col padre Paolo, medico del paese, la madre Clara, il nonno Siro e il cane Rommel. I giorni delle vacanze estive passavano in compagnia degli amici Valerio Manara, William Schideri detto Billo e Gianni Righi, tra scorribande nei campi e incontri poco rassicuranti coi tipi strani del paese, come la vecchia Megera e il sempliciotto chiamato antifrasticamente Inzégn (cioè "ingegno"), che vive in canonica col prete.
Un giorno i bambini rubano un'anguria e, aprendola, la trovano verminosa, come tutte le altre del campo. Il fatto viene considerato di cattivo augurio, e in effetti nei giorni successivi una serie di sciagure si abbatte sul paese: il 18 luglio un temporale di violenza inaudita abbatte alberi e scoperchia case, mentre l'indomani il mugnaio Franco Melandri e la moglie Gloria sono trovati morti nel loro mulino: lui sommerso dai chicchi, lei stritolata dalle macine. Inoltre i cani del paese sembrano impazziti e, temendo un'epidemia di rabbia, vengono abbattuti in massa (tranne Rommel, poiché Paolo non crede che si tratti di quella malattia). Una bambina, Carlotta Foschini, scappa di casa dopo aver visto il cane avventarsi contro la madre e la reazione di quest'ultima; mentre mezzo paese si mette alla sua ricerca, avviene lo sbarco sulla Luna, che i ragazzini seguono in diretta televisiva. Questi, avendo trovato il giorno dopo una bomba a mano, decidono di farla esplodere in una casa abbandonata, ma desistono dall'idea dopo aver percepito la presenza di un'entità ostile, che chiamano "il mostro". Nel frattempo anche Lele, fratello minore di Billo, scompare; Inzégn viene trovato in possesso di effetti personali dei bambini perduti (la bambola di Carlotta e il berretto di Billo) ed è arrestato dai carabinieri. Enrico racconta del "mostro" al nonno, che collega il fatto a una storia avvenuta molti anni prima. Adelmo Ricci, vecchio amico di Siro oggi paralizzato e padre d'Inzégn, aveva perpetuato l'antico rito del sacrificio di un gallo per placare lo Spirito del Grano (la cui visione aveva sconvolto il figlioletto quand'era bambino, rendendolo un ritardato), tranne l'anno in corso a causa della paralisi. Dopo essersi confrontato con Adelmo, Siro provvede egli stesso al sacrificio.
Dopo il ritrovamento dei due bambini morti in un covone, Lancimago torna lentamente alla normalità, mentre gli astronauti della missione Apollo 11 fanno ritorno sulla Terra.
Giunto alla conclusione del suo racconto, Enrico spiega al figlio che un giorno sarà suo compito placare le forze malvagie che vivono, invisibili, attorno a noi.

## Edizioni
- Alessandro Fabbri, Eraldo Baldini, Quell'estate di sangue e di Luna, Torino, Einaudi, 2008, ISBN 978-88-06-19009-5.